# Meta (tỉnh)
Meta là một tỉnh của Colombia. Tỉnh này nằm ở trung độ của Colombia, phía đông dãy Andes, trong đồng bằng Llanos. Thủ phủ là Villavicencio. Tên tỉnh cũng là tên con sông chảy qua địa phương.

## Các đô thị
1. Acacias
2. Barranca de Upía
3. Cabuyaro
4. Castilla la Nueva
5. Cubarral
6. Cumaral
7. El Calvario
8. El Castillo
9. El Dorado
10. Fuente de Oro
11. Granada
12. Guamaral
13. La Macarena
14. La Uribe
15. Lejanías
16. Mapiripán
17. Mesetas
18. Puerto Concordia
19. Puerto Gaitán
20. Puerto Lleras
21. Puerto López
22. Puerto Rico
23. Restrepo
24. San Carlos Guaroa
25. San Juan de Arama
26. San Juanito
27. San Martín
28. Villavicencio
29. Vista Hermosa